# Октав Лапиз
Октав Лапиз (фр. Octave Lapize; 24. октобар 1887 — 14. јул 1917) је бивши француски професионални бициклиста у периоду од 1909. до 1914. године. Највећи успех остварио је 1910. године, освојивши Тур де Франс. 1908. освојио је бронзану медаљу на Олимпијским играма, на 100 километара на велодрому. Лапиз је и троструки победник Париз—Рубеа.

## Каријера
Октав Лапиз је почео аматерску каријеру 1907. године и исте године је освојио национално првенство у друмској вожњи за аматере и национално првенство у сајкло кросу. 1908. је на Летњим олимпијским играма, 100 километара на велодрому, освојио је треће место. Након Олимпијских игара, освојио је трку Париз—Оксер.
Професионалну каријеру је почео 1909. године, освојивши трке Милан—Варезе и Париз—Дреукс, а затим је освојио и један од највећих класика, Париз—Рубе. Лапиз је возио и Тур де Франс, али га је напустио током пете етапе, због лошег времена.
1910. освојио је Париз—Рубе по други пут, а затим је завршио други на класику Париз—Брисел. На Тур де Франсу се борио са сувозачем, Фабером, који је имао солидну предност док није имао инцидент са псом при врху Пиринеја. Лапиз је на крају успио да освоји Тур са 4 поена испред Фабера и уз четири етапне победе, највише захваљујући бројним ломовима на Фаберовом бициклу на задњој етапи. То је био уједно и једини Тур који је Лапиз успио да заврши.
1911. освојио је Париз Турс, Париз—Рубе и Париз—Брисел, а затим и национално првенство. Тур де Франс је напустио током четврте етапе. Наредне две године осваја национално првенство и класик Париз—Брисел. 1914. осваја етапу на Тур де Франсу и повлачи се са Тура током етапе 12.
Почетак Првог светског рата означио је крај његове каријере. У рату је био борбени пилот. Погођен је 14. јула 1917. и због великих повреда, преминуо је у болници.